# She Spies
She Spies (Br: As Espiãs) é um seriado de televisão americana sobre um trio de ex-presidiárias — Cassie, Shane e D.D. — que, por meio de um programa governamental de agentes federais, foram libertadas para trabalharem em forças especiais da polícia. A série possui apenas 2 temporadas, com 20 episódios em cada, e foi produzida por Craig Van Sickle e Steven Long Mitchell, responsáveis por The Pretender.

## Exibição
A Primeira temporada da série foi exibida no Brasil pelo SBT, nas manhãs de domingo. Posteriormente, a Rede Record comprou os direitos da segunda temporada, exibindo nas noites de segunda à sexta, em 2005. Mais adiante, a Record comprou também a primeira temporada, exibindo-a aos sábados.

## Personagens
- Natasha Henstridge ("A Experiência", "Bella Donna") como Cassie, uma bela e sofisticada mulher que sabe enganar os outros como ninguém.
- Kristen Miller como D.D., que, com seu jeito sempre alegre, esconde sua inteligência e crueldade — além de dominar os segredos dos computadores.
- Natasha Williams como Shane, uma mulher ousada e agressiva, que sabe tudo sobre artes marciais é a mais perigosa do grupo.
- Carlos Jacott ("Quero ser John Malkovich") como Jack, funcionário do governo a quem as garotas oficialmente têm que se reportar, mas elas na verdade conseguem fazer o que bem querem com ele.
- Jamie Iglehart como Duncan Baleu.
- Cameron Daddo como Quentin Cross.

## Elenco
| Natasha Henstridge | Cassie McBaine         | Principal       | Principal       |
| Kristen Miller     | Deedra "D.D." Cummings | Principal       | Principal       |
| Natashia Williams  | Shane Phillips         | Principal       | Principal       |
| Carlos Jacott      | Jack Wilde             | Principal       | Does not appear |
| Jamie Iglehart     | Duncan Baleu           | Does not appear | Principal       |
| Cameron Daddo      | Quentin Cross          | Does not appear | Principal       |

## Temporadas
A Primeira Temporada da série foi focada mais no humor do que em ação. As Espiãs tiveram momentos cômicos, por exemplo: quando recebem a notícia de que vão deixar o treinamento e partir para casos reais, na comemoração de forma atrapalhada, elas caem uma em cima da outra; ou quando D.D. tem que entrar num prédio pela janela, e ela dá uma forte trombada contra o vidro; ou quando Shane (que tem medo de avião) fica em pânico por ter que se disfarçar de aeromoça em uma missão; ou quando Cassie fica dopada por tomar um remédio para cavalos receitado por um falso médico.
A Segunda Temporada focou um pouco mais em ação. O chefe das meninas, Jack, saiu do programa, e entraram Cross, o novo "chefe" das meninas, e Duncan, um assistente muito inteligente. De início, Cross se demonstra "duro" com elas, mas depois a relação melhora; em um certo momento da temporada, "rola um clima" entre ele e Cassie.

## Episódios
Temporada 1 :  2002 – 2003
| Nº do Episódio | Título Original                | Título no Brasil                 | Data de Exibição Original E.U.A. |
| -------------- | ------------------------------ | -------------------------------- | -------------------------------- |
| 1x01           | First Episode                  | Primeiro Episódio                | 9 de Setembro de 2002            |
| 1x02           | The Martini Shot               | Martini é Dose                   | 16 de Setembro de 2002           |
| 1x03           | Poster Girl                    | Garota Símbolo                   | 23 de Setembro de 2002           |
| 1x04           | Daddy's Girl                   | A Menina do Papai                | 30 de Setembro de 2002           |
| 1x05           | Fondles                        | Carícias                         | 21 de Outubro de 2002            |
| 1x06           | Ice Man                        | Homem de Gelo                    | 28 de Outubro de 2002            |
| 1x07           | Three Women and a Baby         | Três Mulheres e Um Bebê          | 4 de Novembro de 2002            |
| 1x08           | Trap                           | Armadilha                        | 11 de Novembro de 2002           |
| 1x09           | Spies vs. Spy                  | Espiãs x Espiã                   | 18 de Novembro de 2002           |
| 1x10           | Perilyzed                      | Ameaçadas                        | 2 de Dezembro de 2002            |
| 1x11           | Betrayal                       | Traição                          | 13 de Janeiro de 2003            |
| 1x12           | The Girl With the Broken Heart | A Garota de Coração Partido      | 27 de Janeiro de 2003            |
| 1x13           | You Don't Know Jack            | Vocês Não Conhecem o Jack        | 3 de Fevereiro de 2003           |
| 1x14           | First Date                     | Primeiro Encontro                | 10 de Fevereiro de 2003          |
| 1x15           | While You Were Out             | Enquanto Você Estava Fora        | 17 de Fevereiro de 2003          |
| 1x16           | Daze of Future Past            | Confundindo o Passado e o Futuro | 14 de Abril de 2003              |
| 1x17           | The Replacement                | A Substituição                   | 21 de Abril de 2003              |
| 1x18           | Damsels in De-Stress           | Donzela Em Férias                | 28 de Abril de 2003              |
| 1x19           | Learning to Fly                | Aprendendo a Voar                | 5 de Maio de 2003                |
| 1x20           | We'll Be Right Back            | Nós Voltaremos                   | 12 de Maio de 2003               |

Temporada 2 :  2003 – 2004
| Nº do Episódio | Título Original        | Título no Brasil        | Data de Exibição Original E.U.A. |
| -------------- | ---------------------- | ----------------------- | -------------------------------- |
| 2x01           | Rane of Terror         | Não é o Jack            | 22 de Setembro de 2003           |
| 2x02           | Last Man Standing      | De Volta Ao Crime       | 29 de Setembro de 2003           |
| 2x03           | Manhunt                | Agência de Encontros    | 6 de Outubro de 2003             |
| 2x04           | Gone Bad               | Cross é Um dos Alvos    | 13 de Outubro de 2003            |
| 2x05           | Date to Mate           | Do Encontro Ao Namoro   | 20 de Outubro de 2003            |
| 2x06           | Crossed Out            | Eliminando Cross        | 27 de Outubro de 2003            |
| 2x07           | Cover Me               | Meu Disfarce            | 3 de Novembro de 2003            |
| 2x08           | Love Kills             | O Amor Mata             | 10 de Novembro de 2003           |
| 2x09           | Off With Her Head      | Presente de Aniversário | 17 de Novembro de 2003           |
| 2x10           | Message from Kassar    | A Mensagem de Kassar    | 24 de Novembro de 2003           |
| 2x11           | Spies Gone Wild        | Espiões Ficam Furiosos  | 19 de Janeiro de 2004            |
| 2x12           | The White Chollima     | O Chollima Branco       | 26 de Janeiro de 2004            |
| 2x13           | Leotards and Lies      | Mentiras                | 2 de Fevereiro de 2004           |
| 2x14           | Family Reunion         | Reunião Em Família      | 9 de Fevereiro de 2004           |
| 2x15           | The Gift               | O Dom                   | 16 de Fevereiro de 2004          |
| 2x16           | London Calling         | Londres Reune           | 23 de Fevereiro de 2004          |
| 2x17           | Stranded               | O Casamento dos Céus    | 26 de Abril de 2004              |
| 2x18           | Witness Protection     | Encalhada Na Praia      | 3 de Maio de 2004                |
| 2x19           | Wedding of the Century | Proteção a Testemunha   | 10 de Maio de 2004               |
| 2x20           | Remember When          | Lembre de Quando        | 17 de Maio de 2004               |